# Forum Deutscher Katholiken
Das Forum Deutscher Katholiken ist ein eingetragener Verein nach deutschem Recht, der am 30. September 2000 in Fulda gegründet wurde. Es wurde von Hubert Gindert initiiert, der  Vorsitzender und Sprecher des Forums ist und den Verein als Konkurrenzorganisation zum Zentralkomitee der deutschen Katholiken gegründet hat.

## Zielsetzung
Das Forum richtet sich nach Eigenangaben an engagierte Laien in der römisch-katholischen Kirche, die sich zum „unverfälschten und unverkürzten“ Glauben bekennen, wie er im Katechismus der Katholischen Kirche zusammengefasst sei. Durch Kongresse und andere Veranstaltungen will das Forum „Menschen zusammenführen mit dem Ziel der Förderung des katholischen Glaubens nach der Lehre der Kirche“. Auf ihrer Webseite heißt es: „Wir sehen einen Neuanfang nicht in der Fortsetzung von Strukturdebatten und Satzungsdiskussionen, sondern in persönlicher Umkehr, in geistlicher Erneuerung, im Glaubensgehorsam und in der Loyalität gegenüber dem Heiligen Vater und den mit ihm verbundenen Bischöfen.“ Mit dem Petersdom im Logo will das Forum seine Verbundenheit mit dem Papst zum Ausdruck bringen. Die Monatszeitschrift Der Fels wurde zuletzt im Januar 2021 als „das Sprachrohr des Forums Deutscher Katholiken“ bezeichnet. Nach 2021 ist eine Verbindung zwischen Zeitschrift und Verein nicht mehr offen ersichtlich.
Wichtigste Veranstaltung des Forums ist der seit 2001 jährlich stattfindende Kongress Freude am Glauben, der von Alois Konstantin zu Löwenstein-Wertheim-Rosenberg geleitet wird und 2014 vom seinerzeitigen Präfekten der Glaubenskongregation, Gerhard Ludwig Müller, eröffnet wurde. Die Kongresse fanden in Fulda und Regensburg statt, wobei der Diözesanbischof und andere geistliche Würdenträger als Zelebranten oder Referenten mitwirkten. Beim Kongress 2002 war Joseph Kardinal Ratzinger, der spätere Papst Benedikt XVI., Zelebrant der Abschlussmesse. Der Kongress von 2006 hatte circa 1800 Teilnehmer.
2009 wurden in einer Resolution Muslime als natürliche Verbündete im „Kampf gegen eine Kultur des Todes“ bezeichnet. Mitglieder beider Religionen müssten sich gemeinsam den „zahlreichen Herausforderungen stellen, die eine gottferne Zeit uns aufgibt“. Nicht der Islam, sondern die „systematische Verdrängung des christlichen Glaubens aus der Politik und dem öffentlichen Leben, die zu einer geistigen Immunschwäche Europas führt“, sei die gefährlichste Bedrohung Europas.

## Kuratorium
Zum Kuratorium gehören:
- Heinz Josef Algermissen
- Barbara Dyba-Roth
- Peter Gauweiler
- Norbert Geis
- Josef Grabmeier
- Karl-Maria Heidecker
- Gabriele Kuby
- Christa und Heinz-Georg Ley
- Konrad Löw
- Alois Konstantin zu Löwenstein-Wertheim-Rosenberg
- Bernhard Mihm
- Gerhard Ludwig Kardinal Müller
- Werner Münch
- Wolfgang Ockenfels
- Bernd Posselt
- Lothar Roos
- Maritta und Ludwig Ruppert
- Andreas Späth
- Gloria von Thurn und Taxis
- Anton Ziegenaus
- Ursula Zöller

Verstorbene Kuratoriumsmitglieder:
- Christoph Casetti
- Manfred Christ
- Paul Josef Kardinal Cordes
- Edmund Dillinger,[5] pädophiler Priester und Religionspädagoge (Der Name Dillingers als verstorbenes Mitglied ist auf der Homepage des Forum Deutscher Katholiken inzwischen getilgt.[6])
- Traugott Georgi
- Otto von Habsburg
- Leo-Ferdinand Graf Henckel von Donnersmarck
- Hans Graf Huyn
- Gontard Jaster
- Andreas Laun
- Paul Augustin Mayer
- Joachim Meisner
- Leo Scheffczyk
- Hans Schieser
- Karin Struck
- Ludwig Vogel
- Johanna Gräfin von Westphalen
- Aloysius Winter
- Anton Ziegenaus

Bemerkenswert ist das Engagement von Peter Gauweiler, der selbst evangelisch ist, und von Andreas Späth, der zur konservativ-lutherischen Kirchlichen Sammlung um Bibel und Bekenntnis gehört.

## Kontroversen
2007 wurde die Teilnahme von Eva Herman als Gastrednerin des siebten Kongresses Freude am Glauben u. a. von Dieter Graumann, Vizepräsident des Zentralrats der Juden in Deutschland, kritisiert. Der hessische Wirtschaftsminister Alois Rhiel legte aufgrund des Auftritts seine Schirmherrschaft für diesen Kongress nieder. Der Verein verteidigte im selben Jahr Bischof Walter Mixa, der wegen Äußerungen zur Familienpolitik in die Kritik geraten war. 2019 veröffentlichte das Forum bei seinem Kongress „Freude am Glauben“ in Ingolstadt eine Resolution, die sich laut dem Augsburger-Allgemeine-Journalisten Daniel Wirsching „wie ein AfD-Papier liest“, denn darin sei von einer „Keule der ‚political correctness‘“ und einem „zwangsfinanzierten Staatsfunk“ die Rede. Weiterhin wird in der Resolution der Begriff der „Gedankenpolizei“ benutzt, und es heißt darin, „Pressevertreter […] kommentieren so, als ob sie zum bezahlten Hofstaat der Regierung gehörten“, was die Publizistin Liane Bednarz als „absurd“ und „in Richtung Verschwörungstheorie gehend“ bezeichnete. Die katholischen Bischöfe Rudolf Voderholzer und Gregor Maria Hanke, die auf diesem Kongress „Freude am Glauben“ anwesend waren und Gottesdienste hielten, unterzeichneten laut Bednarz die Resolution zwar nicht, distanzierten sich jedoch auch nicht davon.

## Einzelbelege
1. ↑  Die Botschaft des Forums Deutscher Katholiken. In: forum-deutscher-katholiken.de. Archiviert vom Original (nicht mehr online verfügbar) am 16. Januar 2021; abgerufen am 19. April 2023.
2. ↑  Wer wir sind und was wir wollen. In: forum-deutscher-katholiken.de. Abgerufen am 19. April 2023.
3. ↑  Kardinal Müller eröffnet 14. Kongress „Freude am Glauben“. In: Fuldaer Zeitung. 25. Juli 2014, archiviert vom Original (nicht mehr online verfügbar) am 26. Juli 2014; abgerufen am 19. April 2023 (Predigt Müllers beim Eröffnungsgottesdienst).
4. ↑  Katholiken sehen sich als Verbündete der Muslime. In: Welt.de. 12. September 2009, abgerufen am 19. April 2023.
5. 1 2  Kuratorium. In: forum-deutscher-katholiken.de. Archiviert vom Original (nicht mehr online verfügbar) am 3. Juli 2010; abgerufen am 20. April 2023.
6. ↑  Louis Berger: Den geschätzten Bruder verschwinden lassen. In: Publik Forum 9/2024, 10. Mai 2024, S. 37.
7. ↑  Impressum. In: ksbb-bayern.de. Abgerufen am 20. April 2023.
8. ↑  Gernot Facius: Konservative Katholiken begeistert von Eva Herman. In: Welt.de. 8. Oktober 2007, abgerufen am 19. April 2023.
9. ↑  Katholiken-Kongress in Fulda – Zentralrat protestiert gegen Hermans Auftritt. In: sueddeutsche.de. 9. Oktober 2007, abgerufen am 19. April 2023.
10. ↑  Tilmann Lahme: Fernsehkritik: Keine „Gebärmaschinen“ bei „Christiansen“. In: FAZ.net. 26. Februar 2007, abgerufen am 19. April 2023.
11. ↑  Anna-Sophie Schneider: Gebärmaschinen-Streit: Konservative Katholiken führen bizarren Angriff gegen Beck. In: Spiegel Online. 25. Februar 2007, abgerufen am 19. April 2023.
12. ↑  Daniel Wirsching: So hetzen rechte Katholiken – auch bei uns in der Region. In: augsburger-allgemeine.de. 26. Juni 2019, abgerufen am 19. April 2023 (Interview mit Liane Bednarz).